# Francavilla Fontana
Pour les articles homonymes, voir Francavilla.
Francavilla Fontana est une ville italienne d'environ 36 000 habitants de la province de Brindisi, située dans la région des Pouilles, en Italie méridionale, dans la péninsule du Salento.

## Toponymie
Le nom d'origine était Villa Franca, signifiant ville franche. Puis la commune pris le nom de Francavilla d'Otranto pour la distinguer des autres communes italiennes Francavilla. En 1864, Fontana fontaine a remplacé Otranto, car la province Terre d'Otrante a été divisée après 1861.

## Administration
| Période                                  | Période  | Identité             | Étiquette     | Qualité |
| ---------------------------------------- | -------- | -------------------- | ------------- | ------- |
| 23 juin 2010                             | En cours | Vincenzo Della Corte | Centro-Destra |         |
| Les données manquantes sont à compléter. |          |                      |               |         |

### Communes limitrophes
Ceglie Messapica, Grottaglie, Latiano, Manduria, Oria, San Marzano di San Giuseppe, San Michele Salentino, San Vito dei Normanni, Sava, Villa Castelli

## Jumelages
- San Giovanni al Natisone (Italie)